# 黑街法則
《黑街法則》（英語：Brooklyn Rules）是一部2007年的美國犯罪電影，由麥可·寇倫特執導，提倫斯·維達編劇。主演是艾力·寶雲、史考特·肯恩、小弗雷迪·普林斯、傑瑞·費拉拉和米娜·蘇瓦麗。故事講述一群畢生的朋友在1980年代參與布魯克林黑手黨。

## 演員
- 艾力·寶雲 飾 Caesar
- 小弗雷迪·普林斯 飾 Michael
  - Paulo Araujo 飾 年輕的Michael
- 史考特·肯恩 飾 Carmine
  - Ty Thomas Reed 飾 年輕的Carmine
- 傑瑞·費拉拉（英语：Jerry Ferrara） 飾 Bobby
  - 丹尼爾·泰（英语：Daniel Tay） 飾 年輕的Bobby
- 米娜·蘇瓦麗 飾 Ellen
- 莫妮卡·基納（英语：Monica Keena） 飾 Amy
- 安妮·高登（英语：Annie Golden） 飾 Dottie
- Benny Salerno 飾 看門人

## 外部連結
- 互联网电影数据库（IMDb）上《黑街法則》的资料（英文）